# Baby (film, 2020)
Pour les articles homonymes, voir Baby.
Pour plus de détails, voir Fiche technique et Distribution.
Baby est un film espagnol réalisé par Juanma Bajo Ulloa, sorti en 2020.

## Synopsis
Un jeune femme droguée donne naissance pendant une descente et décide de vendre l'enfant. Elle regrette rapidement sa décision.

## Fiche technique
- Titre : Baby
- Réalisation : Juanma Bajo Ulloa
- Scénario : Juanma Bajo Ulloa et Elisa Marinas
- Musique : Bingen Mendizábal et Koldo Uriarte
- Photographie : Josep M. Civit
- Montage : Demetrio Elorz
- Production : Juanma Bajo Ulloa
- Société de production : Frágil Zinema, La Charito Films et Radio Televisión Española
- Pays :  Espagne
- Genre : Drame, horreur et thriller
- Durée : 104 minutes
- Dates de sortie : 
  -  Espagne : 4 décembre 2020

## Distribution
- Rosie Day : Neska
- Harriet Sansom Harris : Emakumea
- Natalia Tena : Albinoa
- Mafalda Carbonell : Neskatoa
- Charo López : Ugazaba

## Distinctions
- Goyas 2021 : le film a été nommé pour deux prix Goya : meilleur réalisateur et meilleure musique originale[1].